# Jernej Zupančič
Jernej Zupančič, slovenski geograf in zgodovinar, * 3. avgust 1963.                               

Predava na Oddelku za geografijo Filozofske fakultete Univerze v Ljubljani. Njegova pedagoška področja obsegajo politično geografijo, narodne manjšine, krizna območja in jugovzhodno Evropo.
Doktor geografskih znanosti je postal leta 1997 z disertacijo z naslovom »Slovenci v Avstriji. Sodobni socialnogeografski procesi in ohranjanje identitete«.